# Vlag van Azawad

Vlag van Azawad (ratio 3:5)

De vlag van Azawad, een niet-erkende staat in Mali, werd aangenomen op 6 april 2012, toen het gebied de onafhankelijkheid uitriep. De vlag bestaat uit drie horizontale banen, in groen, rood en zwart, en een gele driehoek aan de hijskant. De symboliek achter de kleuren voor het Azawadi-volk is veelvoudig, zoals beschreven door Moussa Ag Assarid: geel staat voor de Sahara-woestijn (in Toeareg "tenere"), zwart voor de zware geschiedenis van de Toearegs verbonden met de antikoloniale strijd in hun vele opstanden en hun moeilijke manier van leven, rood staat voor het bloed van de Azawadi-martelaren en groen staat voor de schaarse vegetatie in de Sahara en Sahel-gebieden. Het is dezelfde vlag als die van de Mouvement national de libération de l'Azawad. Een populaire variant van de vlag bevat een rode "yaz" of "ⵣ" letter in Tifinagh die dient als universeel symbool van de Berbers in de gele hijs. Deze versie heeft een meer specifieke verwijzing naar de Toeareg demografie in Azawad versus de aanwezige Fulbe, Songhai en Mauritaanse (Beidane en Haratin) etniciteiten.

## Geschiedenis
Tijdens eerdere Toeareg-opstanden werden twee verschillende vlaggen voorgesteld voor Azawad. De ene was een blauw-witte horizontale tweekleur met een rode driehoek aan de hijs, en de andere was een effen witte vlag met een blauwe halve maan en ster.
- Eerder voorgestelde vlag van Azawad door het Toeareg Bevrijdingsfront
- Eerder voorgestelde vlag van Azawad (volgens James Minahan: Nations Without States)

Abchazië · Donetsk · Kosovo · Loegansk · Nagorno-Karabach · Republiek China · Sahrawi Arabische Democratische Republiek · Somaliland · Transnistrië · Turkse Republiek Noord-Cyprus · Zuid-Ossetië
Zie ook: Vlaggen van afhankelijke gebieden · Vlaggen van subnationale entiteiten (per land)